# Polianthes multicolor
Polianthes multicolor är en sparrisväxtart som beskrevs av E.Solano och Patricia D. Dávila. Polianthes multicolor ingår i släktet Polianthes och familjen sparrisväxter. Inga underarter finns listade i Catalogue of Life.